# Satupa'itea
Satupa'itea est un district des Samoa.

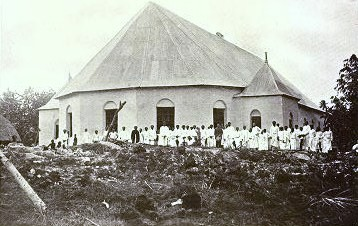
Église méthodiste en pierre, Satupa'itea vers 1908